# Ole Kruse
Ole Waldemar Thisenius Kruse, född 13 maj 1868 i Danmark, död 29 november 1948 i Bokenäs, var en dansk-svensk målare.
Fadern var målarmästare och sonen fick sin första yrkesutbildning i hans verkstad. Under långa vandringsperioder i Danmark, Tyskland, Österrike, Nederländerna, Norge, Finland och Sverige försörjde sig Kruse som dekorationsmålare. Hans första framträdande som konstnär skedde i en nordisk utställning i Oslo 1893, när han arbetade som dekoratör i Nationaltheatret, men det var först 1913 som han erhöll någon större uppmärksamhet med utställningar i Stockholm och Helsingfors.
Kruse var vid sekelskiftet ett viktigt nav i en krets av unga, bohemiskt lagda konstnärer, författare och skådespelare i Göteborg. Till göteborgsbohemerna hörde bland andra Ivar Arosenius, Gerhard Genning, Signe Lagerlöw, Ester Sahlin, Birger Palme, Nils Rosberg, David Lundahl, John Ekman och Emil Eggertz. Även Carl Kylberg figurerade i utkanten av kretsen, liksom Filip Wahlström. Kring 1903 bröts bohemkretsen upp. Det blev en brytning mellan Kruse och Arosenius, delvis som följd av att Kruse ville styra Arosenius konstnärliga uttryck, men även på grund av deras relation till Ester Sahlin. Hon hade sedan senhösten 1901 haft en relation med Arosenius, men även dyrkats av andra medlemmar i gruppen. Salin, med sitt blonda hår, förekommer ofta i Kruses konst och dikter under namnet Gulditop.
1904 flyttade Kruse ut från Göteborg till Örgryte där han kom att utöva stort inflytande på Werner Lundqvist och Bröderna i Böödalen. 
Kruse målade huvudsakligen religiösa och symboliska bilder, fyllda av poesi och naivitet i en enkel men i grund studerad och genomarbetad, anaturalistisk stil, länge oförstad av både moderna och konservativa samtida riktningar. Kruse är bäst representerad på Göteborgs konstmuseum men finns även representerad vid bland annat Bohusläns museum.